# Liga Intercalar
A Liga Intercalar ou Campeonato de Reservas era uma liga que servia, essencialmente, para rodar os jogadores menos utilizados, jogadores juniores e jogadores que regressassem de lesão.
- Na primeira edição (época 2007/08), a competição esteve sob a égide da Associação de Futebol do Porto, vigiada pela LPFP e Federação Portuguesa de Futebol, e foi disputada entre clubes da AF Porto e da AF Braga.
- A partir da 2ª e 3ª edição (épocas 2008/09 e 2009/10) a competição passou a ser disputada num âmbito nacional, participando clubes da Zona Norte e Zona Sul, onde se incluíam os "3 Grandes" do futebol português: Porto, Benfica e Sporting.
- Na 4º e última edição (época 2010/11) a Liga Intercalar mudou de nome sendo separada por zonas com a AF Lisboa a organizar a Liga Centenária e a AF Porto a organizar a Liga do Futuro. Foi realizada nos mesmo moldes das edições anteriores.[1]

## Regulamentos e Estrutura
A Liga Intercalar era destinada ao desenvolvimento do futebol júnior e pós-júnior.
A competição assemelhava-se a um antigo campeonato de reservas, que se realizava a Norte e Sul, todas as quartas-feiras, com jogos à tarde.
Organizava-se em dois campeonatos, o de Zona Norte e o de Zona Sul, sendo que cada vencedor da respectiva zona apurava-se para a final.
Este campeonato trazia também inovações. No que se refere à pontuação dos empates:
- vitórias = 3 pontos
- empate com golos = 2 pontos
- empate sem golos = 1 ponto
- derrota = 0 pontos.

Seriam permitidas três substituições no decorrer do jogo e mais duas ao intervalo.

## Edição 2007/2008
Na edição 2007/2008 participaram somente equipas do norte:
AF Porto
- Boavista,
- Leixões,
- Porto,
- Desportivo das Aves,
- Varzim,
- Gondomar,
- Trofense
- Penafiel

AF Braga
- Vitória de Guimarães,
- Braga

## Edição 2008/2009
Nesta edição entraram equipas do sul, que disputaram o campeonato separadamente das do norte. A final opôs o vencedor de cada uma das Zonas.
| Na edição 2008/2009 pela Zona Norte participam:                                                                                             | Na edição 2008/2009 pela Zona Sul participarão:                                      |
| AF Aveiro - Feirense AF Porto - Desportivo das Aves, - Boavista, - Freamunde, - Gondomar, - Leixões, - Paços de Ferreira, - Porto, - Varzim | AF Lisboa - Belenenses - Benfica - Estrela da Amadora - Mafra - Sporting - Torreense |

## Vencedores da Liga Intercalar

### Vencedores Nacionais
| Época   | Local                                      | Vencedor      | Finalista Vencido | Resultado          |
| ------- | ------------------------------------------ | ------------- | ----------------- | ------------------ |
| 2008/09 | Estádio Prof. Dr. Vieira de Carvalho, Maia | FC Porto      | CD Mafra          | 0 - 0 (6-5 g.p.) 2 |
| 2009/10 | Estádio Municipal de Mafra, Mafra          | Estoril Praia | Paços de Ferreira | 2 - 1              |

### Vencedores Regionais
| Época     | Campeões          | Campeões      |
| Época     | Norte             | Sul           |
| --------- | ----------------- | ------------- |
| 2007/2008 | Varzim SC         | -             |
| 2008/2009 | FC Porto          | CD Mafra      |
| 2009/2010 | Paços de Ferreira | Estoril Praia |

## Vencedores da Liga do Futuro e da Liga Centenária
A prova que substitui a Liga Intercalar foi separada com a AF Lisboa a organizar a Liga Centenária e a AF Porto a organizar a Liga do Futuro.
Ambas as competições foram realizadas uma única vez, não tendo sido marcado o encontro para determinar o vencedor nacional entre as 2 ligas.
| Época   | Liga       | Local                                         | Vencedor      | Finalista Vencido | Resultado |
| ------- | ---------- | --------------------------------------------- | ------------- | ----------------- | --------- |
| 2010/11 | Futuro     | Estádio Abel Alves de Figueiredo, Santo Tirso | Vitória SC    | GD Ribeirão       | 2 - 1     |
| 2010/11 | Centenária | Estádio de Pina Manique, Lisboa               | Estoril Praia | SL Benfica        | 2 - 0     |

## Ligações Externas
- Regulamento da Prova